# Easy Listening (EP)
Easy Listening (イージーリスニング?, Ījī Risenīngu) è un EP della cantante giapponese Maaya Sakamoto, prodotto ed arrangiato da Yōko Kanno. I brani Afternoon Repose ed Another Grey Day in the Big Blue World sono cantati in inglese.

## Tracce
1. Inori – 5:22
2. Blind Summer Fish – 3:55
3. Doreddo 39 – 4:34
4. Afternoon Repose – 6:00
5. Bitter Sweet – 5:14
6. Another Grey Day in the Big Blue World – 5:02
7. Birds – 5:31

## Classifiche
| Classifica           | Posizione massima |
| -------------------- | ----------------- |
| Oricon Weekly Albums | 12                |